# スター☆ラミィ
スター☆ラミィは、テーブルゲーム（タイルゲーム）のひとつ。ラミー系に属する。

## 概要
ラミーキューブが基になっているが、全自動麻雀卓でプレイできるようにするために麻雀牌と同じ形状になっているほか、スートを1種類増やして136枚に拡大し、日本の標準的な4人麻雀と同じ枚数になっている。
- スペード（♠、黒）、ハート（♥、赤）、ダイヤ（♦、オレンジ）、クラブ（♣、青）、スター（☆、緑）の1 - 13が2枚ずつ
- 黒、赤、オレンジ、青、緑のジョーカーが1枚ずつ
- ゴールデンジョーカー1枚

## プレイ方法
ラミーキューブに準ずるが、各色のジョーカーは同じ色のタイルのワイルドカードとしてしか使えない。ゴールデンジョーカーはどの色のタイルのワイルドカードとしても使える。